# Sainte-Marthe (Québec)
Sainte-Marthe è un comune del Canada, situato nella provincia del Québec, nella regione di Montérégie.